# Mary Read

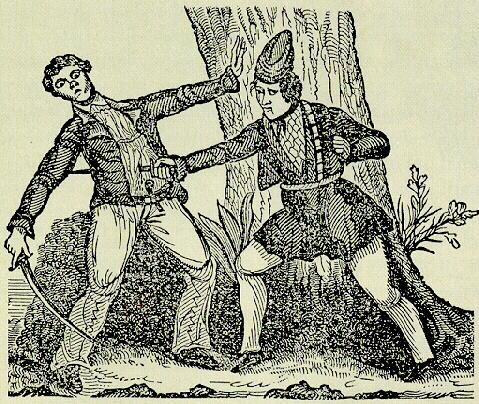
Mary Read (rechts)

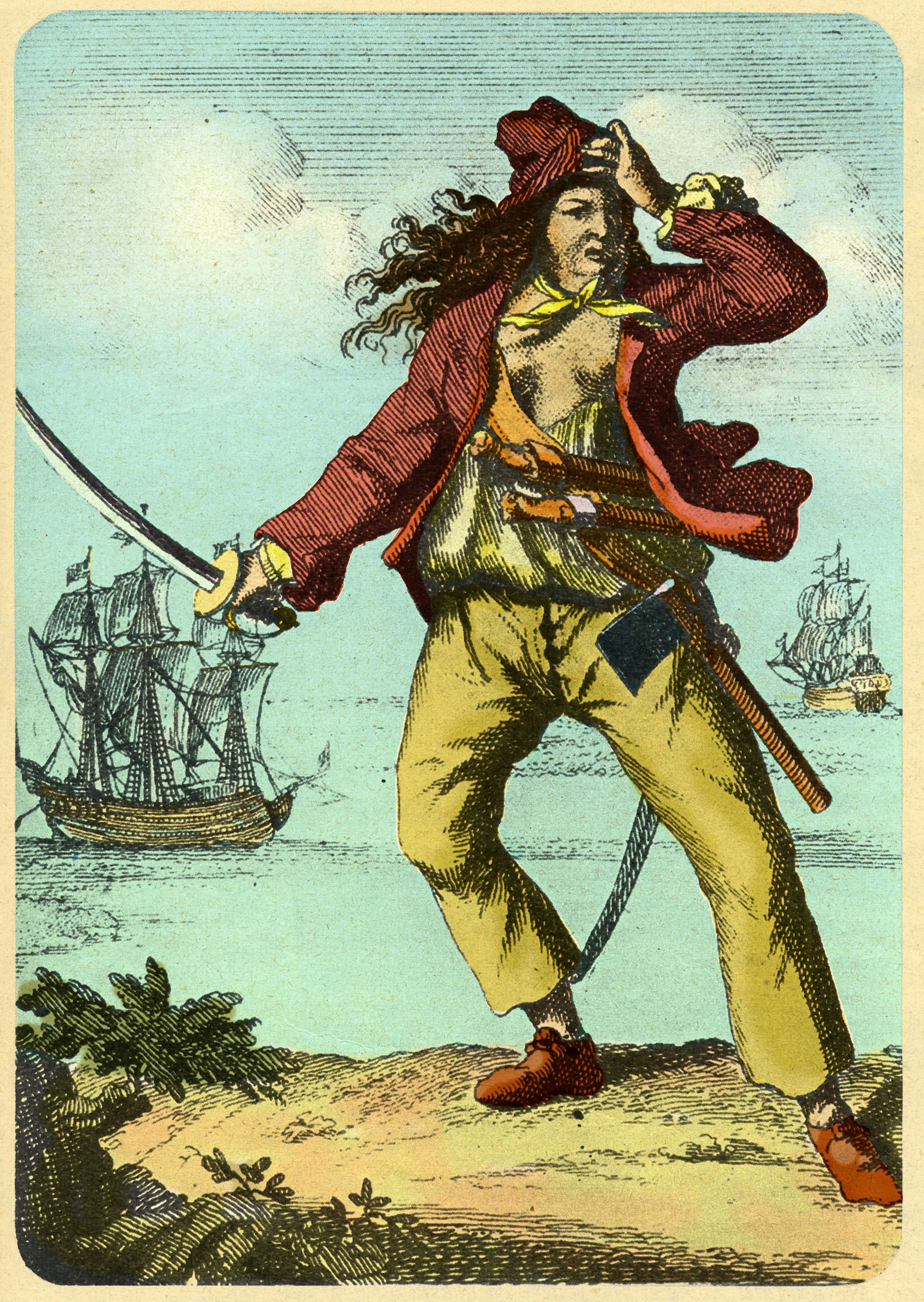
Mary Read

Mary Jane Read, alias Mark Read, (ca. 1685 – La Vega, Jamaica, 1721) stond bekend als piraat.

## Biografie
Mary Read zou in Plymouth, Devon, Engeland in de late zeventiende eeuw geboren zijn.
Mary werd door haar moeder als jongen opgevoed om de erfenis op te kunnen strijken van haar vader, waar ze alleen aanspraak op maakte als ze een jongen kreeg. Haar moeders nieuwe man, die kapitein was en vaak op reis ging, was hiervan op de hoogte. Op haar dertiende ging Mary varen als schippersknecht om de kost te verdienen. Na een aantal maanden had ze het wel gezien en schreef ze zich in bij de Britse marine. Nog steeds verkleed als man ging ze de strijd aan met de Fransen in de Spaanse Successieoorlog. Na een aantal maanden werd ze verliefd op een Vlaamse collega, ze besloten na enige tijd beiden hun ontslag te nemen bij de marine.

### De Drie Hoefijzers
Ze trouwden met elkaar, en Mary kon zich voor het eerst voordoen als vrouw. Ze besloten samen een herberg te beginnen, genaamd De Drie Hoefijzers. Volgens overleveringen was de herberg gevestigd in de buurt van Breda of het kasteel van Breda. Een aantal jaren later zou de man van Mary door een lastige klant zijn neergestoken. Hij overleed een aantal dagen later aan de bloedingen. Mary verkocht vervolgens de inboedel en meldde zich deze keer aan bij de Nederlandse marine, en vertrok richting de Caraïben.

## Begin als piraat en driehoeksverhouding
Begin 1718 kwam Mary aan in de Caribische Zee met een koopvaardijschip, opnieuw verkleed als man. Daar werden ze overvallen door een piratenschip onder leiding van Jack Rackham en zijn vriendin Anne Bonny. Mary werd opgenomen onder de bemanning van Rackham. Na enige tijd kwam Anne Bonny erachter dat Mary een vrouw was. Ze beloofde dit niet verder te vertellen en ze werden goede vriendinnen. De kapitein kreeg toch na enige tijd argwaan en het geheim werd hem door de dames verteld. Rackham zag er geen probleem in en er werd gefluisterd dat de drie een verhouding hadden. Later werd Mary ook verliefd op een medepiraat. Drie à vier maanden heeft de zegetocht van Rackham mogen duren. Op een ochtend, eind oktober in 1720, werd het schip onder vuur genomen door kapitein Jonathan Barnet, een afgezant van gouverneur Woodes Rogers om piraterij de kop in te drukken. Die ochtend kon de bemanning geen weerstand bieden omdat ze nog dronken waren van de vorige avond, alleen Mary en Anne Bonny zouden zich verzet hebben tegen hun arrestatie.

## Gevangenschap tot het einde
Het grootste gedeelte van de bemanning, waaronder Jack Rackham, werd berecht en opgehangen in La Vega. Mary en Anne kwamen allebei onder hun berechting uit omdat ze zwanger zouden zijn. Destijds mocht men geen zwangere vrouwen om het leven brengen. Men dacht echter dat de dames een toneelstukje opvoerden door zwangerschap te simuleren. Volgens nader onderzoek zouden de dames daadwerkelijk zwanger zijn geweest, al was onduidelijk van wie. Men denkt in het geval van Mary aan Jack Rackham maar vooral aan de piraat op wie ze verliefd werd. Read zou aan een virus of aan de gevolgen van haar zwangerschap in haar cel zijn overleden begin 1721.

## In fictie
- Michela Piazza, Mary Read di guerra e mare (roman), Correggio, Butterfly 2012, ISBN 978-88-97810-06-3
- In de Italiaanse film The Adventure of Mary Read uit 1961 speelt Lisa Gastoni de rol van Read.
- In de docufilm Pirates (1998) wordt Mary Read neergezet door Rachel Ferjani.
- In de documentaire True Caribbean Pirates uit 2006 wordt Mary Read gespeeld door Kimberly Adair.
- In de Roodbaard-strips Het geheim van Elisa Davis, deel 1 en deel 2, draait de plotwending in het verhaal om de vermeende dochter van Mary Read.
- Mary Reads leven is in het kort uitgelijnd in een kort verhaal over een andere vrouwelijke piraat, The Widow Ching 'door de Argentijnse schrijver Borges.
- Mary Read komt voor in het nummer Five Guns West van Adam and the Ants van hun hitalbum Prince Charming uit 1981.
- Mary Read en Anne Bonny zijn hoofdpersonages uit de prominente Off-Broadway toneelstuk A Pirate's Lullaby.
- Bonny en Read komen voor in de ride Pirates of the Caribbean van Disneyland.
- Bonny en Read komen voor in Assassin's Creed IV: Black Flag. Hier is ze een lid van de Assassin-orde en gaat ze onder de schuilnaam James Kidd.
- Mary Read, Anne Bonny, Jack Rackham en een van de bemanningsleden (Jonathan Bernes) komen terug in het Wattpad-boek Far From Here geschreven door @alhasgotdreams (waarin Jack Rackham een van de hoofdpersonages is).
- Mary/Mark Read komt voor in de laatste aflevering van Black Sails waar ze aanmonstert op het schip van Jack Rackham en Anne Bonny.

## Bron
- Charles Johnson, Generale Historie van de Piraten, 1732.

1. ↑  https://web.archive.org/web/20200104140451/http://www.republicofpirates.net/Read.html